# توارن
توارن قرية سعودية، تقع في منطقة حائل على ضفاف وادي على السفح الشمالي الغربي من جبل أجا، وتبعد عن مدينة حائل قرابة 55كم. كان يسكنها قديماً حاتم الطائي وبها قبرة. ويوجد بمدخل القرية حصن لا تزال أطلاله قائمة ويقال إنه كان قصراً لحاتم. وكذلك أطلال قصر من الطين يقع وفي وسط القرية، وبالقرب من القصر توجد مقبرة صغيرة تحتوي على قبرين يقال بأن أحد القبرين لحاتم الطائي.